# Jacobsen-Gletscher
Der Jacobsen-Gletscher ist ein Gletscher in der antarktischen Ross Dependency. Er fließt vom Mount Reid in der Holland Range in ostnordöstlicher Richtung und mündet an der Shackleton-Küste in das Ross-Schelfeis. 
Der United States Geological Survey kartierte ihn anhand eigener Tellurometervermessungen zwischen 1961 und 1962 sowie Luftaufnahmen der United States Navy von 1960. Das Advisory Committee on Antarctic Names benannte ihn 1966 nach Harold Jacobsen, Kapitän der USNS Chattahoochee bei der Operation Deep Freeze der Jahre 1964 und 1965.